# Tiermas
Tiermas es un despoblado de la provincia de Zaragoza, en Aragón (España), perteneciente al municipio de Sigüés en la comarca de la Jacetania. Está a orillas del río Aragón junto al embalse de Yesa que lo inunda en parte. 
De lo que era el antiguo pueblo solo queda la parte alta del mismo ya que la baja ha desaparecido bajo las aguas, al igual que la mayor parte de su término, junto con los de Escó y Ruesta. La construcción del pantano llevó a la expropiación por parte del régimen de todo el pueblo, incluidas huertas y tierras de cultivo, a excepción de dos vecinos que se quedaron en el pueblo hasta el día de su muerte.
Actualmente, sus antiguos vecinos y descendientes están luchando por la reversión y la reconstrucción del pueblo, siguen con la esperanza de que un día la justicia les de la razón, ya que, fue el alcalde de Sigües quien compró Tiermas en 1982 con una subvención que le dio la propia diputación de Zaragoza, y que a día de hoy recibe cuantiosas subvenciones para su mantenimiento mientras tiene el pueblo el más absoluto abandono.[cita requerida]
Cuando el nivel de las aguas lo permite, generalmente desde el mes de septiembre en adelante, las ruinas de las antiguas termas romanas surgen del fondo y nuevamente se puede acceder al manantial de aguas sulfurosas. En esta temporada se resucita el viejo espíritu de la toma de aguas que se viene realizando desde tiempos inmemoriables y son muchas las gentes que acuden a este punto a realizarla.

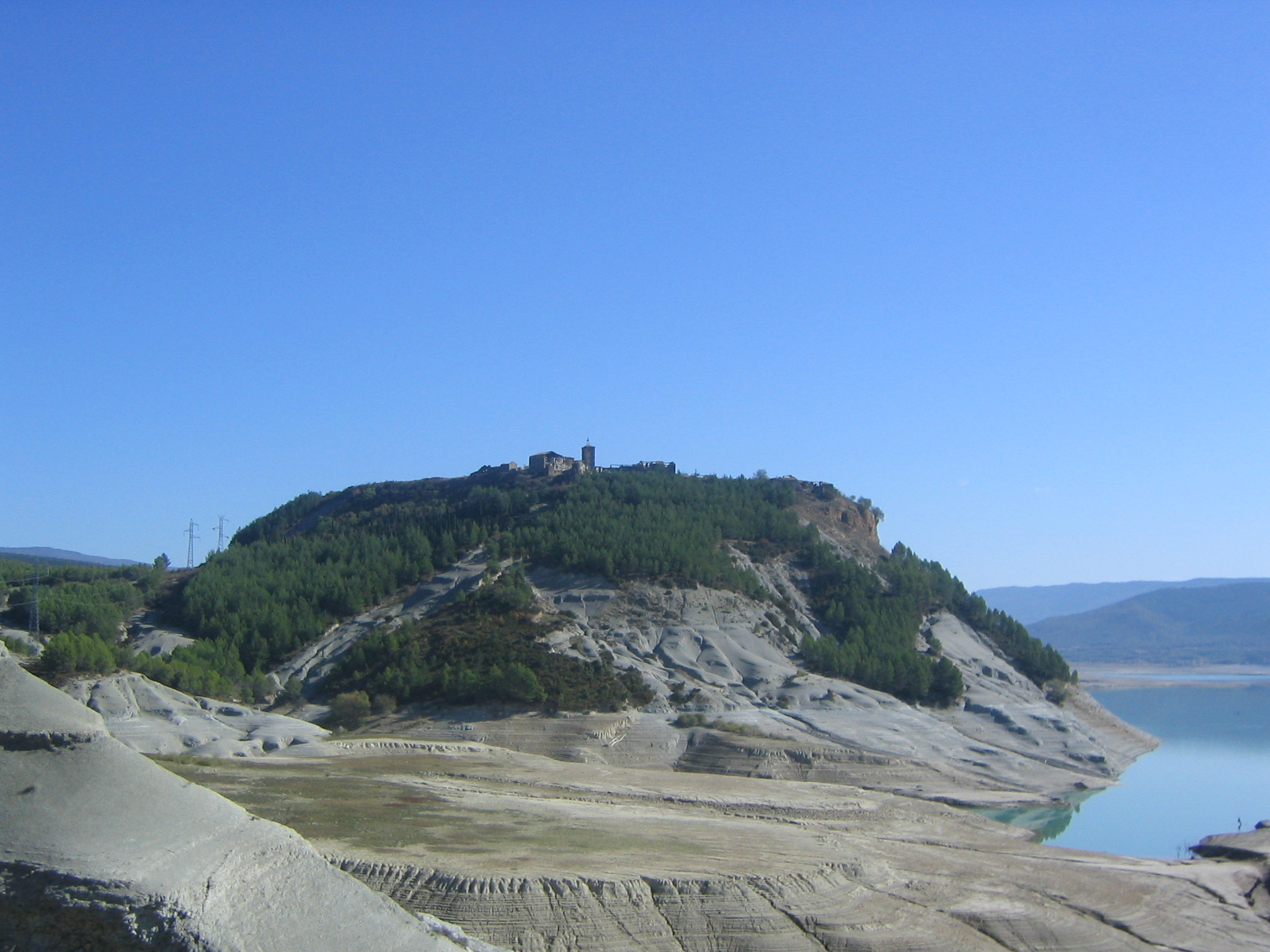
Vista general desde el oeste.
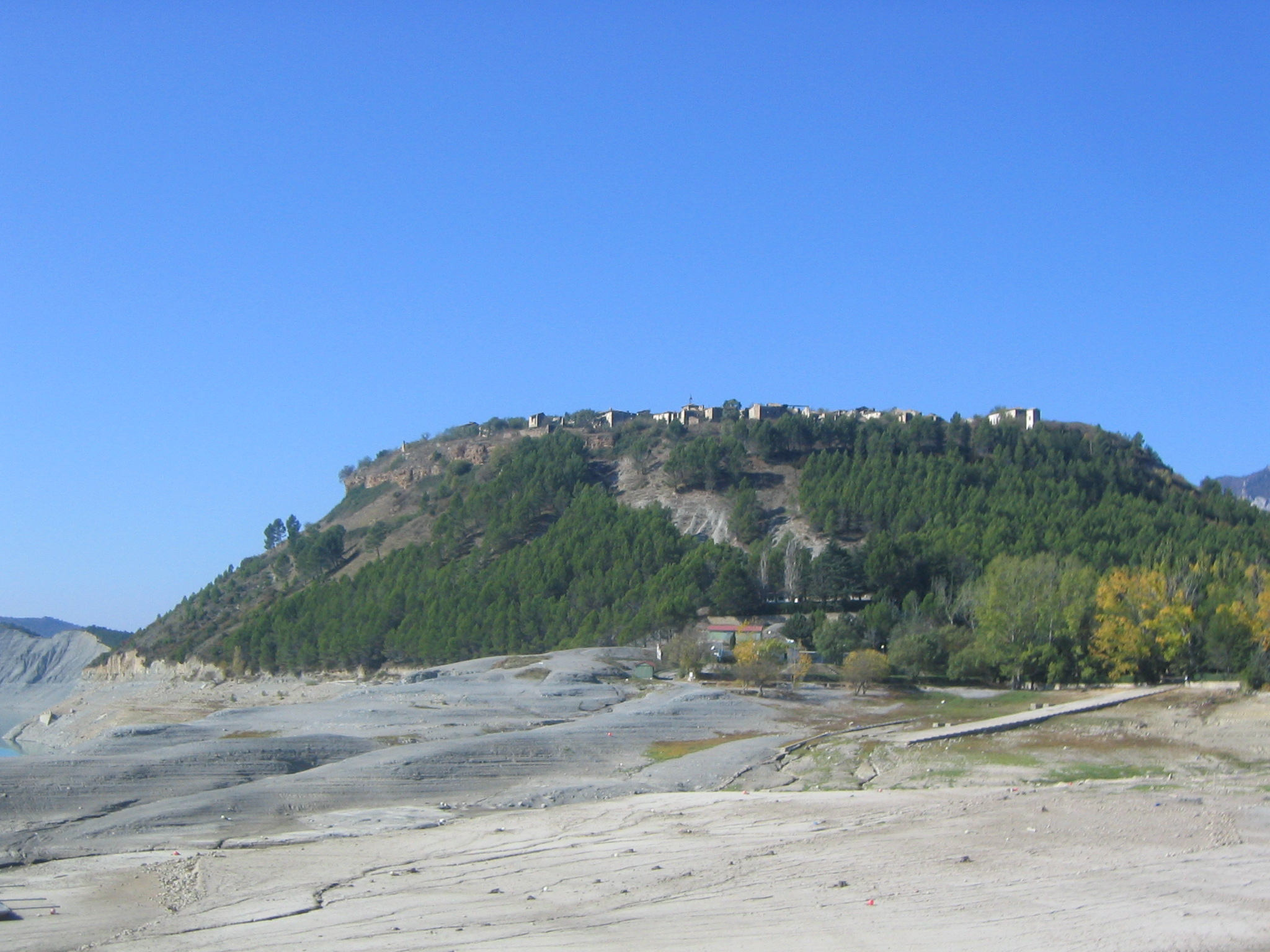
Vista general desde el este.
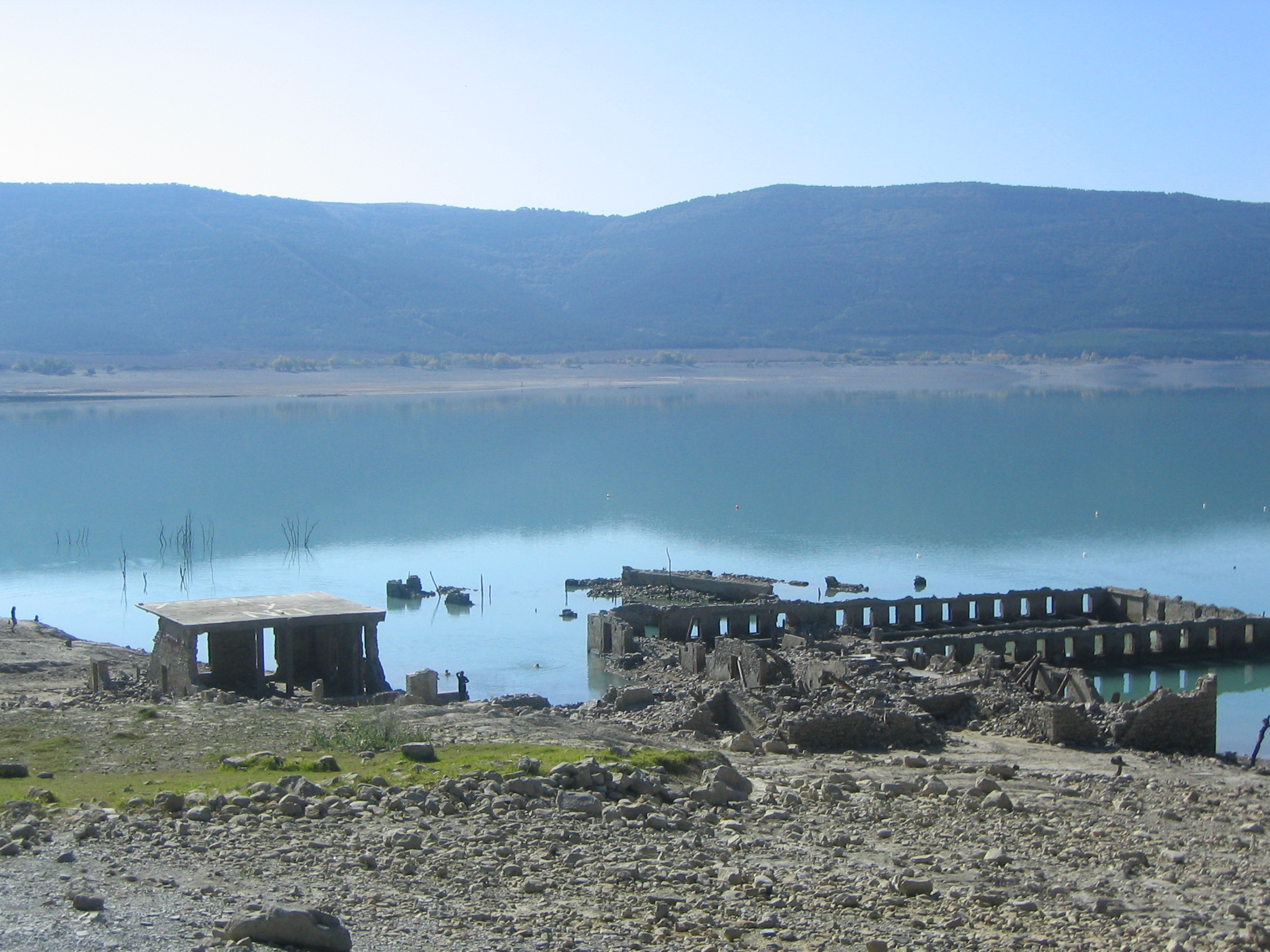
Vista de la zona del antiguo balneario.
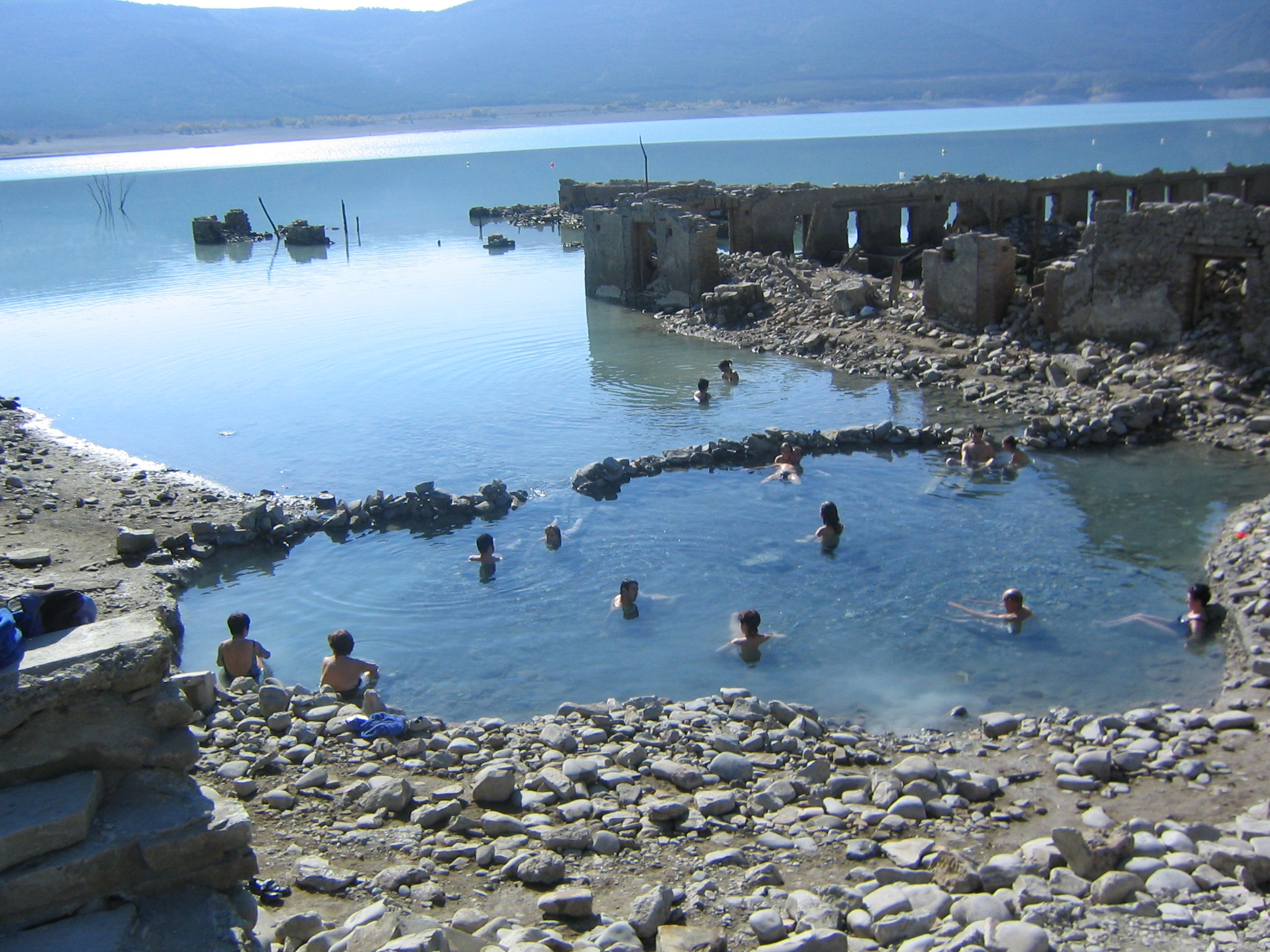
Manantial de aguas sulfurosa.

## Geografía humana

### Demografía
| Gráfica de evolución demográfica de Tiermas entre 1842 y 1960 |
| |
| Población de derecho según los censos de población del INE Población de hecho según los censos de población del INEEntre el censo de 1970 y el anterior, este municipio desaparece porque se integra en el municipio 50245 (Sigüés) |

## Patrimonio
- Torre de las Brujas
- Ermita de los Santos Justo y Pastor
- Iglesia de San Miguel